# Guerra aérea
A guerra aérea é o uso do espaço de batalha de aeronaves militares e outras máquinas voadoras na guerra. A guerra aérea inclui bombardeiros que atacam instalações inimigas ou uma concentração de tropas inimigas ou alvos estratégicos; aviões de caça lutando pelo controle do espaço aéreo; aeronaves de ataque engajadas em apoio aéreo aproximado contra alvos terrestres; aviação naval voando contra alvos marítimos e terrestres próximos; planadores, helicópteros e outras aeronaves para transportar forças aerotransportadas, como paraquedistas; tanques de reabastecimento aéreo para estender o tempo de operação ou alcance; e aeronaves de transporte militar para movimentar cargas e pessoal. Historicamente, as aeronaves militares incluíram balões mais leves que o ar transportando observadores de artilharia; aeronaves mais leves que o ar para bombardear cidades; vários tipos de aeronaves de reconhecimento, vigilância e alerta antecipado que transportam observadores, câmeras e equipamento de radar; bombardeiros de torpedo para atacar a navegação inimiga; e aeronave militar de resgate aéreo-marítimo para salvar aviadores abatidos. A guerra aérea moderna inclui mísseis e veículos aéreos não tripulados. As forças de superfície provavelmente responderão à atividade aérea inimiga com guerra antiaérea.

## História
A história da guerra aérea começou na Antiguidade, com o uso de pipas transportando homens na China Antiga. No terceiro século, progrediu para a guerra de balões.
Os aviões foram colocados em uso para a guerra a partir de 1911, inicialmente para reconhecimento aéreo e depois para combate aéreo para abater os aviões de reconhecimento inimigos. As aeronaves continuaram a desempenhar essas funções durante a Primeira Guerra Mundial, onde também surgiu o uso de aviões e zepelins para bombardeios estratégicos.
Durante a Segunda Guerra Mundial, o uso de bombardeio estratégico aumentou, enquanto forças aerotransportadas, mísseis e as primeiras munições guiadas com precisão foram introduzidos.
Os mísseis balísticos tornaram-se de importância fundamental durante a Guerra Fria, eram armados com ogivas nucleares e armazenados pelos Estados Unidos e pela União Soviética para dissuadir um ao outro de usá-los. Os primeiros satélites militares foram usados para reconhecimento na década de 1950 e seu uso progrediu para sistemas de comunicação e informação em todo o mundo que suportam usuários militares globalmente distribuídos com inteligência orbital.

## Reconhecimento aéreo
O reconhecimento aéreo é o reconhecimento para fins militares ou estratégicos que é conduzido com aeronaves de reconhecimento. Essa função pode cumprir uma variedade de requisitos, incluindo a coleta de imagens de inteligência, observação de manobras inimigas e localização de artilharia.

## Manobra de combate aéreo
A manobra de combate aéreo (também conhecida como ACM-Air combat manoeuvring ou dogfighting) é a arte tática de mover, girar e posicionar uma aeronave de combate a fim de atingir uma posição a partir da qual um ataque possa ser feito em outra aeronave. Ele se baseia em manobras básicas de combate ofensivas e defensivas (BFM-basic fighter manoeuvring) para obter uma vantagem sobre um oponente aéreo.

## Forças aerotransportadas
As forças aerotransportadas são unidades militares, geralmente infantaria leve, configuradas para serem movidas por aeronaves e "lançadas" para a batalha, normalmente por paraquedas. Assim, eles podem ser colocados atrás das linhas inimigas e têm a capacidade de ser implantados em quase qualquer lugar com pouco aviso. As formações são limitadas apenas pelo número e tamanho de suas aeronaves, portanto, com capacidade suficiente, uma força enorme pode aparecer "do nada" em minutos, uma ação conhecida como envolvimento vertical.
Por outro lado, as forças aerotransportadas normalmente não têm suprimentos e equipamentos para operações de combate prolongadas e, portanto, são mais adequadas para operações aerodinâmicas do que para ocupação de longo prazo; além disso, as operações de paraquedas são particularmente sensíveis a condições climáticas adversas. Avanços na tecnologia de helicópteros desde a Segunda Guerra Mundial trouxeram maior flexibilidade ao escopo das operações aerotransportadas, e os assaltos aéreos substituíram amplamente as operações de paraquedas em grande escala e (quase) substituíram completamente as operações de combate com planadores.

## Ataque aéreo
Um ataque aéreo é uma operação ofensiva realizada por aeronaves de ataque. Os ataques aéreos são comumente desferidos a partir de aeronaves como caças, bombardeiros, aeronaves de ataque ao solo e helicópteros de ataque. A definição oficial inclui todos os tipos de alvos, incluindo alvos aéreos inimigos, mas no uso popular, o termo é geralmente restrito a um ataque tático (em pequena escala) a um objetivo terrestre ou naval. As armas usadas em um ataque aéreo podem variar de balas de metralhadora e mísseis a vários tipos de bombas.
No apoio aéreo aproximado, os ataques aéreos são geralmente controlados por observadores treinados para coordenação com tropas terrestres amigas de uma maneira derivada das táticas de artilharia.

## Bombardeio estratégico
O bombardeio estratégico é uma estratégia militar usada em uma guerra total com o objetivo de derrotar o inimigo destruindo seu moral ou sua capacidade econômica de produzir e transportar material para os teatros de operações militares, ou ambos. É um ataque do ar sistematicamente organizado e executado que pode utilizar bombardeiros estratégicos, mísseis de longo ou médio alcance ou aviões de caça-bombardeiro com armas nucleares para atacar alvos considerados vitais para a capacidade de fazer guerra do inimigo.

## Guerra antiaérea
A guerra antiaérea ou defesa antiaérea é definida pela OTAN como "todas as medidas destinadas a anular ou reduzir a eficácia da ação aérea hostil". Eles incluem sistemas de armas baseados no solo e no ar, sistemas de sensores associados, arranjos de comando e controle e medidas passivas (por exemplo, balões de barragem). Pode ser usado para proteger forças navais, terrestres e aéreas em qualquer local. No entanto, para a maioria dos países, o principal esforço tendeu a ser a “defesa da pátria”. A OTAN refere-se à defesa aérea aerotransportada como contra-ar e defesa aérea naval como guerra antiaérea. A defesa antimísseis é uma extensão da defesa aérea, assim como as iniciativas para adaptar a defesa aérea à tarefa de interceptar qualquer projétil em vôo.

## Mísseis
No uso moderno, um míssil é um sistema de munição autopropelida e guiada com precisão, em oposição a uma munição autopropelida não guiada, conhecida como foguete (embora estes também possam ser guiados ). Os mísseis têm quatro componentes de sistema: direcionamento e / ou orientação de mísseis, sistema de vôo, motor e ogiva. Os mísseis vêm em tipos adaptados para diferentes fins: mísseis superfície-superfície e ar-superfície (balísticos, de cruzeiro, antinavio, antitanque, etc.), mísseis superfície-ar (e antibalísticos), mísseis ar-ar e armas anti-satélite. Dispositivos explosivos aerotransportados não autopropelidos são geralmente referidos como projéteis e geralmente têm um alcance menor do que mísseis.
No uso comum anglo-inglês anterior às armas guiadas, um míssil é " qualquer objeto arremessado", como objetos arremessados em jogadores por espectadores turbulentos em um evento esportivo.

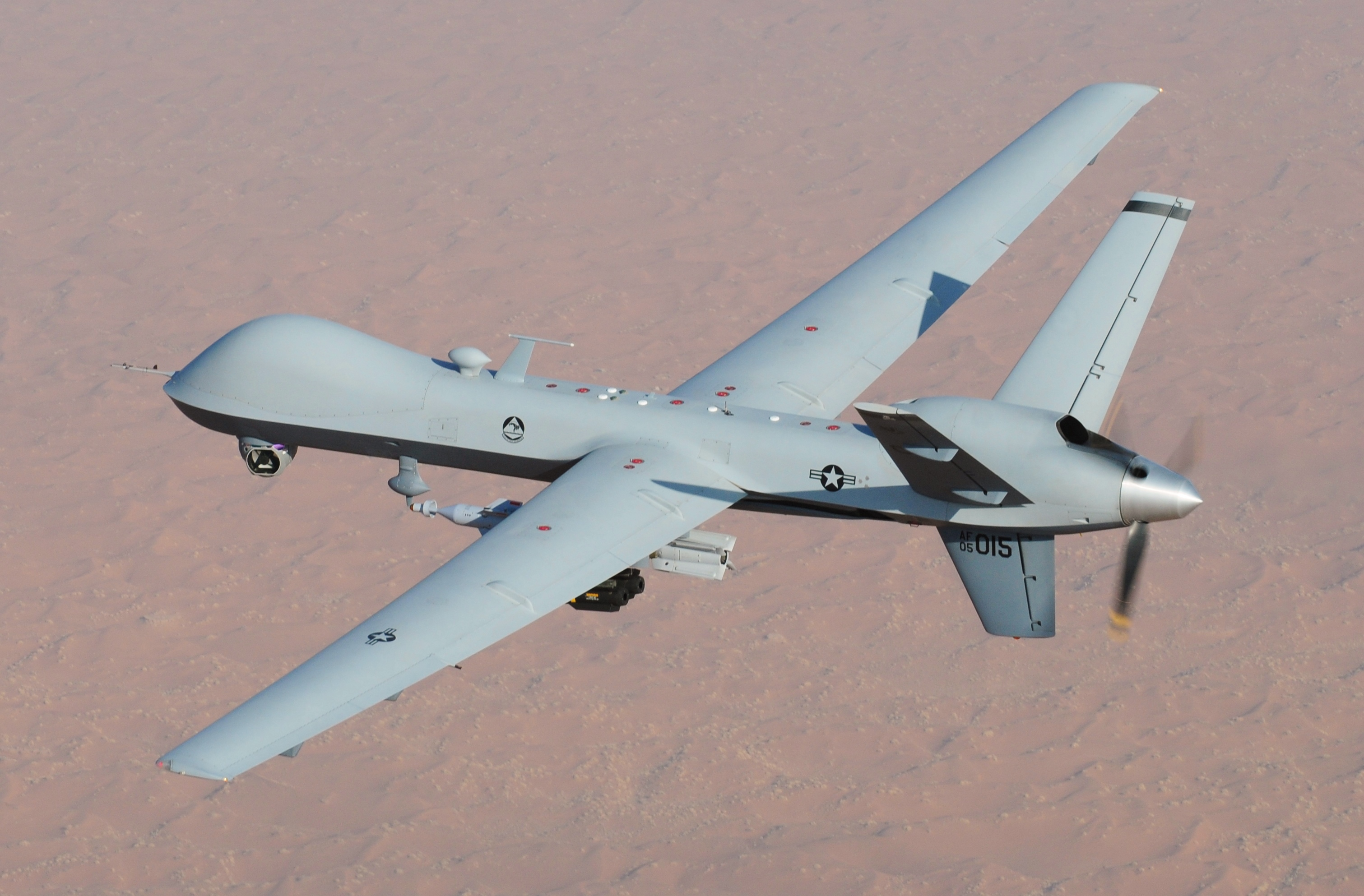
General Atomics MQ-9 Reaper, VANT de vigilância caçador-assassino

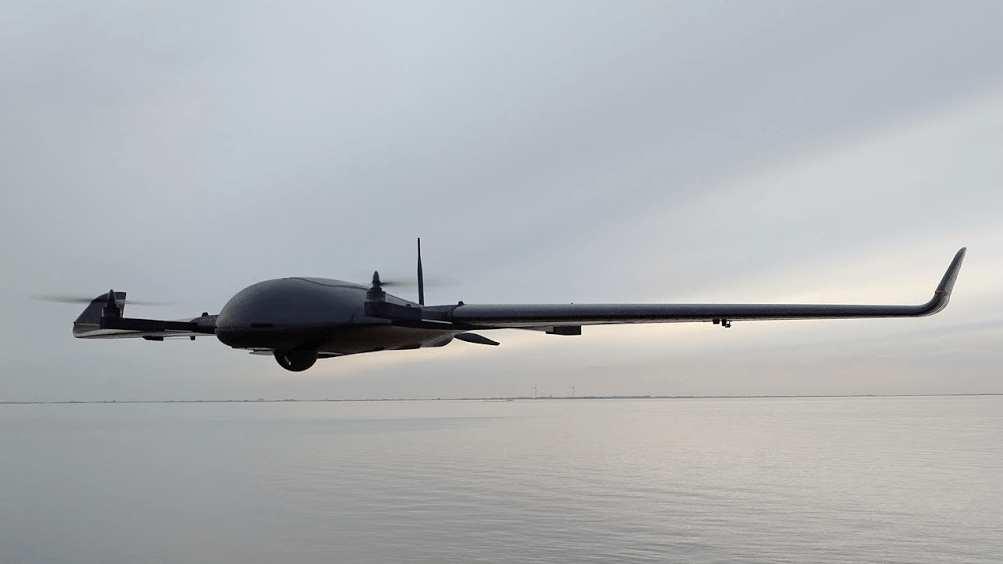
Um VANT de vigilância de asa fixa VANT DeltaQuad

## VANTs
O advento do veículo aéreo não tripulado revolucionou dramaticamente a guerra aérea com várias nações desenvolvendo e/ou comprando frotas de VANT. Vários benchmarks já ocorreram, incluindo um VANT-fighter jet dogfight, sondagens de defesa aérea adversária com VANTs, substituição de uma aeronave de asa de voo operacional por VANTs, controle de VANTs qualificando o operador para o status de 'combate', controle de UAV do outro lado do mundo, interferência e / ou sequestro de dados de VANTs em voo, bem como propostas para transferir autoridade de fogo para IA a bordo de um VANT. VANTs evoluíram rapidamente de vigilância para funções de combate.
A capacidade crescente dos VANTs colocou em questão a capacidade de sobrevivência e capacidade dos caças a jato tripulados.